# Cistella chlorosticta
Cistella chlorosticta är en svampart som tillhör divisionen sporsäcksvampar, och som först beskrevs av E.P.Fr. och Cooke, och fick sitt nu gällande namn av John Axel Nannfeldt. Cistella chlorosticta ingår i släktet Cistella, och familjen Hyaloscyphaceae. Arten är reproducerande i Sverige.